# Paratetrapedia larocai
Paratetrapedia larocai är en biart som först beskrevs av Jesus Santiago Moure 1995.  Paratetrapedia larocai ingår i släktet Paratetrapedia och familjen långtungebin. Inga underarter finns listade i Catalogue of Life.